# Yusaf Parvez
Yusaf Parvez (ur. 31 maja 1977), znany również jako Vicotnik – norweski muzyk, wokalista, kompozytor, autor tekstów i instrumentalista, a także producent muzyczny. Yusaf Parvez znany jest przede wszystkim z wieloletnich występów w grupie muzycznej Dødheimsgard. Występował także z zespołami: Naer Mataron, Strid, Code, Aphrodisiac, Manes oraz Ved Buens Ende. Wystąpił gościnnie na płytach takich zespołów jak: Dimmu Borgir, Diskord, Isengard, Slavia czy Virus.